# Віреон короткодзьобий
Віреон короткодзьобий (Vireo huttoni) — вид горобцеподібних птахів родини віреонових (Vireonidae).

## Поширення
Він поширений від південно-західної частини Канади, через західні США, Мексику, до Белізу та південно-західної Гватемали. Його середовище проживання складається з помірних лісів і тропічних і субтропічних вологих гірських лісів.

## Підвиди
Включає 14 підвидів:
- Група huttoni:
  - Vireo huttoni huttoni Cassin, 1851 — західна Каліфорнія від Монтерея на південь уздовж узбережжя до Санта-Барбари, а також на островах Санта-Роза та Санта-Крус.
  - Vireo huttoni obscurus Anthony, 1891 — крайній південний захід Канади (південний захід Британської Колумбії) на південь через захід США до північно-західної Каліфорнії.
  - Vireo huttoni parkesi Rea, 1991 — північно-західна Каліфорнія (на південь від округу Марін).
  - Vireo huttoni sierrae Rea, 1991 — північна та центральна Сьєрра-Невада у східній Каліфорнії.
  - Vireo huttoni unitti Rea, 1991 — острів Санта-Каталіна.
  - Vireo huttoni oberholseri Bishop, 1905 — південна Каліфорнія, північно-західна Мексика (північна Нижня Каліфорнія).
  - Vireo huttoni cognatus Ridgway, 1903 — південна Нижня Каліфорнія.

- Група stephensi:
  - Vireo huttoni stephensi Brewster, 1882 — південний захід США (центральна та східна Аризона, південний захід Нью-Мексико) на південь від Сьєрра-Мадре до Сакатекасу в центральній Мексиці.
  - Vireo huttoni carolinae Brandt, 1938 — південно-західний Техас і східна частина Мексики.
  - Vireo huttoni pacificus Phillips, AR, 1966 — південно-західна Мексика.
  - Vireo huttoni mexicanus Ridgway, 1903 — південна Мексика.
  - Vireo huttoni vulcani Griscom, 1930 — південно-західна Гватемала.